# Franz Anton Zeiller
Franz Anton Zeiller (Alemanha, 1717 - Reutte, 1 de março de 1794) foi um pintor alemão, um nome importante do Rococó germânico.
Era filho de Johann Zeiller, e após sua morte foi viver com um primo, que apoiou seu talento, iniciando um aprendizado com Johann Holzer. Depois foi se aperfeiçoar em Roma, Bolonha e Veneza, onde estudou o trabalho de Ticiano.
Voltando à Alemanha, começou a trabalhar com o afresco em Birnau am Bodensee e em Füssen. A partir de 1756 trabalhou com seu primo Johann Jakob Zeiller em diversas igrejas em Allgäu, especialmente no Mosteiro de Ottobeuren. Indicado para trabalhar em Brixen, ali deixou suas melhores obras, infelizmente perdidas numa incêndio em 1839. Em 1768 foi indicado pintor do bispo local, e em 1775 mudou-se para Innsbruck, deixando muitos afrescos. Depois da morte do primo voltou para a Alemanha, onde faleceu.